# Капель (фильм)
«Капель» — советский художественный фильм режиссёра Андрея Бенкендорфа. В драме 1981 года одну из своих главных ролей в кино сыграла Татьяна Доронина, исполнившая также в фильме две песни.

## Сюжет
Мария разошлась с мужем-пьяницей и одна воспитывает сына-подростка Витьку. Они живут в коммунальной квартире в городе, Мария работает маляром в строительной бригаде. К ней в гости нередко заходит пожилой Аркадий Семёнович, который дарит Марии и Витьке подарки. Он также рассказывает о том, что начал зарабатывать деньги ещё будучи в Витькином возрасте. Решив тоже заработать, Витька пытается продавать на улице с рук сумки с наклейками, однако его быстро арестовывают дружинники, а в милиции Марию просят лучше следить за сыном. Тогда Витька начинает собирать бутылки, чтобы сдать их за деньги. Однажды у выхода из лифта, где Витька ехал вместе с двумя выпивающими мужиками, которые обещали отдать ему бутылку, Витька сталкивается с Иваном Петровичем. Тот выгоняет пьяниц из подъезда и отводит Витьку домой, где знакомится с Марией. Она и Витька сначала настороженно относится к Ивану, но постепенно он становится частым гостем в семье.
Иван работает на заводе, он не женат и на вопрос о своём возрасте отвечает Марии, что ему 35 лет. Он чинит сломанную технику дома у Марии, отдаёт Витьке собранный им мотоцикл и едет с Марией в деревню, где она строит дом, чтобы помочь провести отопление и сантехнику. В деревне Иван встречается с Фёдором - соседом Марии и её бывшим мужем, отцом Витьки. Мария и Витька считают Фёдора чужим, но он по-прежнему тянется к ним, хотя давно обещал уехать на заработки на север. Витька сближается с Иваном и рад каждому его появлению. Марии он тоже дорог, но она не хочет думать о возможности совместной жизни с Иваном, потому что он ещё молод и она уверена, что лет через пять он в любом случае бросил бы её.
Из месячной командировки возвращается Аркадий Семёнович и делает предложение Марии. Витька не хочет слышать о том, чтобы его мать вышла замуж за Аркадия Семёновича, и ждёт встречи с Иваном. Мария с Витькой и Аркадий Семёнович едут посмотреть новый дом: становится понятно, что дом был построен при денежной помощи Аркадия Семёновича. К ним заходит Фёдор, с удивлением узнающий от Аркадия Семёновича, что тот собирается жениться на Марии. Одновременно приходит и Иван с костюме и с букетом гладиолусов для Марии. Мария пытается прогнать Фёдора, а Иван, ничего не говоря, уходит. Витька плачет, и Мария говорит Аркадию Семёновичу, что он может оставить дом себе. Мария с Витькой уходят, а за ними пытается угнаться Фёдор.

## В ролях
- Татьяна Доронина — Мария
- Максим Пучков — Витька
- Александр Аржиловский — Иван Петрович
- Николай Пастухов — Аркадий Семёнович
- Леонид Яновский — Фёдор, бывший муж Марии, отец Витьки
- Борис Романов — алкоголик
- Игорь Черницкий — милиционер
- Виктор Панченко — алкоголик
- Владимир Волков
- Сергей Подгорный — милиционер
- Неонила Гнеповская
- Валерий Наконечный
- Наталия Гебдовская — старушка, соседка с первого этажа

## Съёмочная группа
- Автор сценария: Георгий Шевченко
- Режиссёр: Андрей Бенкендорф
- Оператор: Борис Мясников, Михаил Чёрный
- Художник: Наталия Аксёнова
- Композитор: Евгений Зубцов

## Музыка
Татьяна Доронина исполняет в фильме две песни под гитару:
- «На Тихорецкую состав отправится» (один из вариантов)[1]
- «Я тебе пригожусь» (более известную в исполнении ВИА «Голубые гитары»)[2]